# K1 (formație)
K1 (numit inițial Proiect K1) este un grup rock din România, fondată de Radu Fornea, Mircea Presel și Daniel Alexandrescu în februarie 1996.
Cei trei componenți de bază ai grupului Proiect K1 sunt printre primii promotori ai curentului dance în România. 

## Obiective și valori
Deviza lor continuă este căutarea și adaptarea muzicii românești la curentele mondiale. Un exemplu relevant îl constituie adaptarea unor dansuri tradiționale românești și “mutarea” acestora în discotecile și cluburile din România. Acest lucru s-a concretizat prin crearea, impunerea și dezvoltarea artiștilor etno-dance români precum, Ro-Mania, Etno sau Ho-Ra, prin crearea laturii etno-dance a unuia dintre cei mai mari artiști din România, Benone Sinulescu și prin editarea unor serii de compilații dance (Techno Dance Party - Made in Romania, Romanian Dance Revolution, Cadoul Visat, Etnopetrecerea etc.)

## Istorie și discografie

### 2006
Lui Radu, Mircea și Danny li s-au alăturat șase tineri talentați și ambițioși: Cornelia Tihon (instrumente de suflat), Cătălin Popa (vioară, chitară), Florin Vasile (tobe), Andrei Iorga (chitară bas), Sebastian Badiu (clape) și Andrei Manea (chitară). Împreună vor duce mai departe tradiția etno-techno-legend a K1, într-o formulă 100% live. 
K1 lucrează cu Lavinia (ex-Spicy), Pepe, Luminița Anghel, Marcel Pavel, Anca Florescu (ex-Lagună), Besa (artistă pop-dance din Albania). În luna august participă alături de propria echipă de instrumentiști la festivalul de la Callatis. Două dintre cei trei cântece cu care echipa de creatori K1 participă la festivalul de la Mamaia sunt compuse de cei trei K1 ("Vreau să te regăsesc" în interpretarea lui Mihai Băjinariu, respectiv "Tot ce vreau, vreau" în interpretarea grupului Yana), cel de-al treilea cântec (Tu ești mi corazon, interpretat de grupul Korekt) fiind scris de doi dintre membrii echipei de producție din studiourile K1, Adrian "Korekt" Cristescu și Silviu Păduraru.

### 2005
Noul album este gata. Este lansat în primăvară, sub numele "Pentru România". Cântecul cu același titlu este ales ca imn pentru echipa națională de fotbal a României începând de la meciul cu naționala Olandei, de la Amsterdam. Folosind cântecele "Pentru România" și "Tânăr mereu" de pe albumul "Pentru România", K1 realizează cântecul pe care intră în ring campionul mondial Stefan Leko. Acesta luptă în cadrul galei "Lokal Kombat" din 14 mai 2005 care s-a desfășurat la patinoarul din cadrul complexului sportiv "Lia Manoliu". Atât promotorul galelor "Lokal Kombat", Eduard Irimia cât și Stefan Leko s-au arătat extrem de încântați de acest cântec și de asocierea dintre campionul mondial de lupte și cei trei artiști K1.
Campania "Fii K1! Implikă-te!"
K1 susțin campania "1% DE LA TINE = 100% PENTRU EI" derulată de Asociația Diabeticilor din România, Serviciul de Ambulanță al Municipiului București și Organizația de Tineret a Partidului Democrat, Sector 3. Prin aparițiile și interviurile realizate, în care au mediatizat importanța implicării fiecăruia dintre noi în campania pentru ajutorarea persoanelor care suferă de diabet, K1 au încercat să ne facă să conștientizăm responsabilitatea pe care o avem față de noi, prin a ne preocupa de sănătatea noastră și a celor de lângă noi.

### 2004
În primăvara lui 2004, K1 revine la formula de început și începe lucrul la un nou album. Continuă colaborările cu artiști precum Anda Adam, Giulia, Laguna sau Marcel Pavel. La sfârșitul acestui an vor primi premiul de excelență în creație și producție muzicală pentru cele peste 2.000.000 de unități vândute.

### 2003
Cei trei s-au concentrat pe stabilizarea și dezvoltarea companiilor din United Media Group, dar continuă să concerteze. Începe colaborarea cu casa de discuri Space Music & Film realizând pentru aceasta albumele artiștilor: Andra, Spicy și Delia. Începe colaborarea și cu alți artiști, alții decât cei proprii: Ana Maria, Groove, La Familia, Pepe, Voltaj etc. Cântecul "Vreau sărutarea ta", compus de Daniel Alexandrescu și interpretat de Andra devine unul din superhiturile anului. Același lucru se întâmplă și cu cântecul "Parfum de fericire" interpretat de această dată de Delia.

### 2002
K1 produce și compune primul album pentru un artist străin în România, TigerStyle - Tiger 1. Single-ul Când Te Uiți În Ochii Mei devine superhitul anului. Spre sfârșitul anului, K1 lansează albumul "Mă Luai".

### 2001
K1 lansează EP-ul "Povestea". Întrucât crește cererea de producții muzicale, Radu, Mircea și Danny deschid cel de-al treilea studio de producție muzicală (Kontrol Room 3 Studio) avându-l ca partener pe Răzvan "Di Steffano" Ștefaniu. Împreună formează compania United Media Group, axată pe producția muzicală.

### 2000
Din dorința permanentă de a-și îmbunătăți calitatea creațiilor și producțiilor, adaptându-le cerințelor publicului și partenerilor de afaceri, K1 și-a deschis în primăvara anului 2000, propriile studiouri de înregistrări - Kontrol Room 1 și Kontrol Room 2. (actual: K1 Studio 1 și K1 Studio 2) și propria companie de producție muzicală. K1 sunt primii producători români cărora li se acordă "în direct" (pe TVR 1) premiul pentru vânzarea a peste 1 milion de unități create, compuse și produse.

### 1999
K1 lansează albumul "Legenda", care conținea single-urile:"...și joacă! (Toți K1)", "Te voi iubi mereu" și "Noaptea". Sunt lansate noi volume din compilațiile "Techno Dance Party - Made in Romania" și "Romanian Dance Revolution". Cei trei concep turneul de promovare "Millenium Dance Star", turneu desfășurat în întreaga Românie.

### 1998
Cei trei înființează prima structură de servicii profesioniste în incipienta industrie muzicală românească și anume casa de producție, editura muzicală și agenția de management, PR și impresariat artistic (specializate "dance"), servicii reunite sub numele de Star Artists Alliance, prima companie de acest gen din România. Iulie 1998: K1 decretează luna iulie "Luna K1". Sunt lansate maxi-single-ul "Fată verde" și "Noaptea". Proiect K1 renunță la titulatura de "proiect" și devine K1. În același an este cooptată solista vocală, Gina Moldoveanu. Apare Techno Dance Party , vol4. Pentru prima oară la "șlagărele anului" podiumul premianților de la Festivalul Mamaia a fost dance, K1 câștigând locul întâi cu Fată Verde.

### 1997
Apare volumul 3 al compilației "Techno dance party - Made in Romania". Apare primul album K1 numit "Phoenix Dance Explosion", care reunește remixuri dance ale melodiilor legendarului grup rock Phoenix. În scurt timp, au fost vândute peste 830.000 de unități, în condițiile în care, în acel moment, rata pirateriei în România era, conform UPFR, de aproape 90%.

### 1996
Cei trei se întâlnesc pentru prima oară, descoperindu-și pasiunea comună pentru schimbare. Foarte repede, apare fundația Generația Nouă, care își propunea să lanseze o nouă generație de artiști și să impună muzica dance în România. Mircea avea deja o trupă de gen - Bass Reflex - alături de care obținuse deja câteva succese la posturile de radio din țară. În luna iunie apare prima compilație dance românească (Techno Dance Party - Made in Romania) pe care apar Ro-Mania, Double D, Bass Reflex, U-Nite, MB&C, t-Short, Technofriends și Proiect K1. La mai puțin de șase luni de la lansarea primei compilații, este lansat volumul 2 numărul artiștilor promovați de K1 ajungând de la 8 (pe prima compilație) la 14. În decembrie, K1 lansează primul album al unui grup dance românesc (t-Short - Noapte de vis), creat, produs, manageriat și impresariat de K1. Totodată, cei trei apar în primele concerte, interviuri, participări la emisiuni radio și TV.